# 氣旋貝吉塔
强烈热带气旋贝吉塔（英語：Intense Tropical Cyclone Berguitta）是2017-18年西南印度洋气旋季第三个熱帶氣旋和第一个强烈热带气旋，在毛里求斯和留尼汪岛引发重大洪災。2018年1月10日，贝吉塔於查戈斯群岛西南方海域生成，随后在向南移动的过程中缓慢發展成型，并于1月13日转向西移動並增强为热带风暴。之后，该气旋快速增强，并于1月15日达到最高强度。是时，气旋十分鐘持续风速为90 kn（170 km/h；100 mph），一分钟持续风速为105 kn（194 km/h；121 mph），中心附近最低氣壓为960 hPa（28.35 inHg）。1月16日，气旋轉向西南偏西方向移動，強度開始減弱，并于1月17日減弱为热带风暴。之後，气旋转向西南方向移动并加速掠过毛里求斯和留尼汪岛上空，于1月19日进一步減弱為后热带气旋，隨後轉變為温带气旋，最终于1月24日消散。
气旋过境期间，毛里求斯罗德里格斯岛遭受狂風暴雨的袭击，当地1月13日至15日累积降雨量达年平均降雨量的四分之一。强降雨导致当地出现洪涝灾害，尤以沿海地區為嚴重；道路和電線因倒塌的樹木而癱瘓。島上的機場被迫關閉導致有數千名遊客受困。影响罗德里格斯岛后，貝吉塔又在1月17日和18日掠过毛里求斯本岛南邊海岸，对其造成了严重影响。气旋来临前，當地氣象局發出熱帶氣旋警告并开放了避難所，同时关闭了許多公共设施和学校并要求工廠停工。 气旋过境时，其引起的大雨使全岛发生严重水災，损坏了岛上的許多建筑物和大部分農作物。水位上升迫使許多居民离家；因為電線被吹倒的樹木損壞，6,800余户居民家中断电；气旋亦造成首都路易港停止供水。毛里求斯有两人罹難：其中一人死于车祸，另一人则因从梯子上坠落而丧生。风暴过后，政府承諾向大约13,000名受风暴影響的居民發放紓困金，但太晚發放和少發導致了民众的抗議。农作物大面积受损导致岛上蔬菜短缺。总理办公室呼籲公營和私营單位向总理的氣旋救济基金捐款，以支付重建费用。几个月后，許多抗议活动仍然持續，当时有些家庭在收到政府承诺的房屋之前被趕出避難所。气旋对毛里求斯造成的经济损失估计为20億模里西斯盧比（5,800萬美元）。
留尼汪岛主要在1月18日受到气旋的影響。该岛南部受洪水和山体滑坡的影响較為嚴重，之前氣旋创造的数项降雨记录被打破。最初的熱帶氣旋警告于1月15日发布；兩天後警告升級，政府開放避難所，岛上的主要机场關閉，几家航空公司调整了航班。其他的公共设施最早于1月16日关闭。1月18日，留尼汪岛普降大雨，导致大范围的洪水氾濫，对道路基础设施和農作物造成广泛破坏。洪水造成一人失踪，另有86人获救。供電系統损坏导致100,000戶断电，几个市鎮也停止供水。留尼汪岛的经济损失估计为4,100萬欧元（5,000萬美元），其中约1,670萬欧元（2,050萬美元）为农业损失。西勞斯镇受到的影响較為嚴重：該鎮對外交通中斷，經濟活動受到嚴重影響。貝吉塔过境后，政府斥资数百万欧元用于重建。然而，3月之後当地再受兩個熱帶氣旋重創，使情况雪上加霜。

## 氣象歷史
气旋贝吉塔起源于2018年1月10日在查戈斯群岛西南方的季风槽形成的一股熱帶擾動。随着附近气旋艾娃和歐文的残余向南回归线移动，地面辐合增强，高空风切变减弱，环境變得有利於对流系统的发展；擾動在向西南偏南方向移動的过程中逐渐形成环流结构。1月11日12時，法國氣象局留尼旺氣象中心将该系统归类为热带扰动，同時聯合颱風警報中心则将其認定為熱帶性低氣壓。入夜，系统西侧的干空气侵入導致其發展停滯。1月12日环流中心附近出現的强对流天气则令系统的环流结构得以进一步巩固。留尼旺氣象中心認定此系統在1月13日0時增強為熱帶性低氣壓，六小时后增強為熱帶風暴；并将其命名為貝吉塔。 
1月13日至14日，貝吉塔緩慢增強，逐漸形成中央密集雲團。此间，马达加斯加南方的高压脊导致貝吉塔緩慢地以西北方向移動。在1月15日快速发展，此時貝吉塔几乎处于滯留状态，同時達到強烈熱帶氣旋強度。在高海洋热含量和較低的垂直風切下，在這個系统的中心快速的形成风眼，貝吉塔在世界協調時1月15日中午12時达到顛峰，留尼旺氣象中心推估的十分钟平均風速为90 kn（170 km/h；100 mph），最大阵风达到125 kn（232 km/h；144 mph），中心压力为960 hPa（28.35 inHg）。同时，聯合颱風警報中心推估最高一分钟平均風速为105 kn（194 km/h；121 mph） 。 之後一段時間的強度無較大變化，衛星雲圖上的結構没有明顯變化。當日晚上轉向西南西方向移動。
1月16日開始，貝吉塔開始受到乾空氣影響，強度開始減弱，眼牆受到乾空氣侵蝕，随後中心附近雲團失去對稱行，风眼也坍塌，留尼旺氣象中心認為其在當日18時減弱為強熱帶風暴。1月17日開始，在氣旋東方發展的新的高壓脊引導其向西南加速移動，同時因垂直風切增加，使氣旋缓慢减弱，留尼旺氣象中心認為此系統以一分鐘平均風速40 kn（74 km/h；46 mph）的強度通過马斯卡林群岛附近。在接下来的一至兩天，結構與強度沒有太大變化，一分鐘平均風速維持在40—45 kn（74—83 km/h；46—52 mph）。然而，随着贝吉塔向西南移动，海洋热含量减少，导致其的雲系失去了顯著的组织。留尼旺氣象中心認為貝吉塔在1月19日18時減弱為後熱帶氣旋，而後受到中緯度的低壓槽影響，使其加速向南移動，雷暴活动在1月20日開始變得更有限，聯合颱風警報中心認為貝吉塔在當日18時變性為溫帶氣旋。變性後的贝吉塔在接下来的几天向东南東移動，保持狂风强度，但在22日又開始減弱並逐漸消散，在1月24日完全消散。 

## 在毛里求斯的影响

### 罗德里格斯
随着贝吉塔在罗德里格斯島以北发展，该岛于1月13日被列入一级气旋警告範圍。 隔日升级为二级气旋警告，贝吉塔加强并靠近罗德里格斯。从 1月13日至15日，罗德里格斯島遭遇狂風暴雨。氣象測站測得每小時108公里的陣風。在这三天，该岛降雨量為年平均降雨量的四分之一，雨量最高為的測站測得320毫米，岛上共有25人前往避難所避難。沿海道路因被淹沒而中斷。消防员處理了四十多起事故，大部分都跟洪水有關，并部屬了部队處理三棵倒塌在電線上的樹木。氣旋的影響使在普莱恩-科拉伊的蓋坦·杜瓦尔爵士机场關閉，毛里裘斯航空取消飞往该岛的航班。有50名旅客被迫滞留。 罗德里格斯島的所有熱帶氣旋警告于1月15日被解除，随着贝吉塔离开该岛，尽管暴雨仍持續影響，因為道路阻塞物來不及清完，仍然持續停工到阻塞物清完，盖坦·杜瓦尔爵士机场于1月18日晚間重新開放。

### 毛里求斯岛

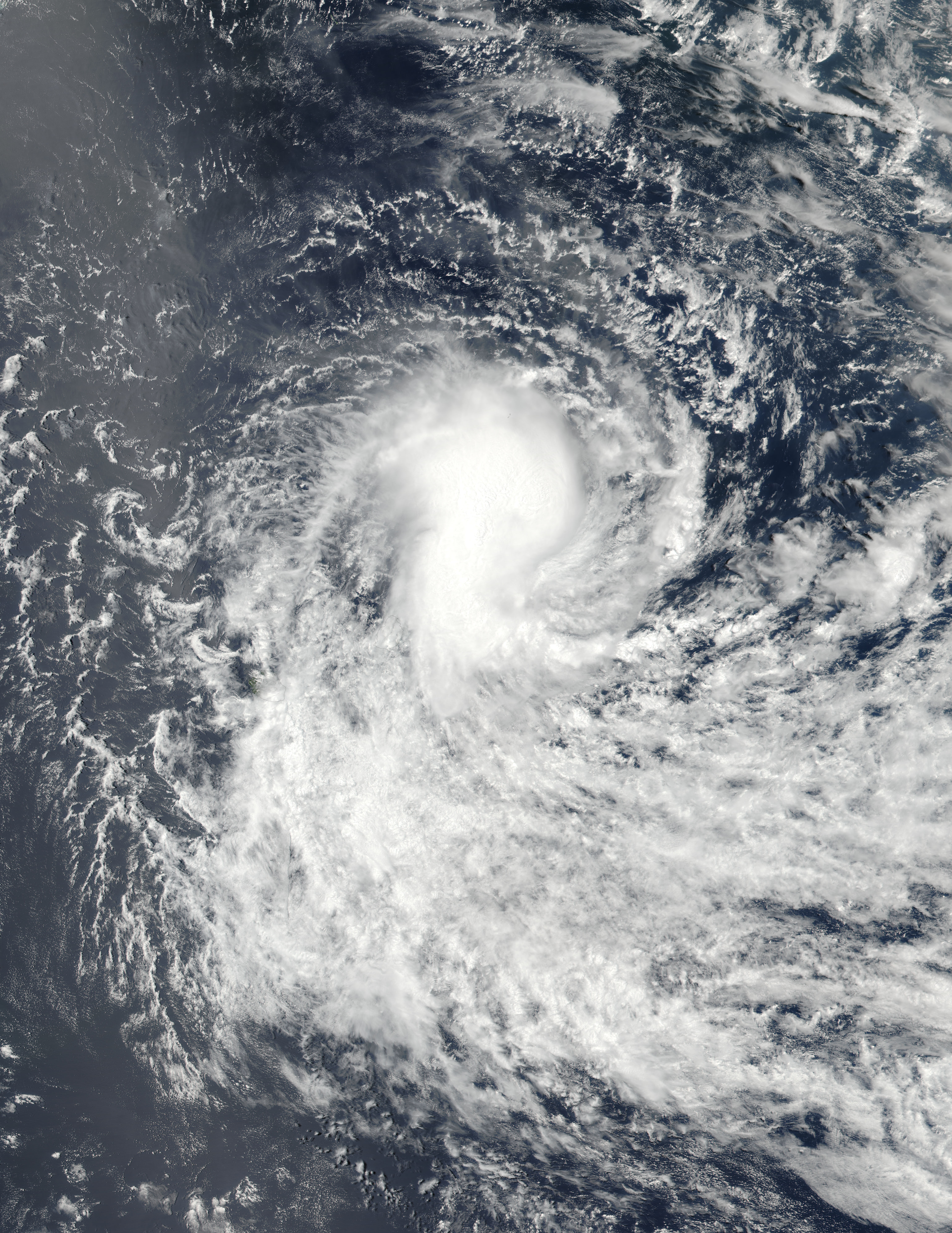
1月17日贝吉塔开始影响毛里求斯

贝吉塔在远离罗德里格斯岛的同时，朝毛里求斯本島移動，1月15日一級熱帶氣旋警告在該島生效。1月16日上午升級为二级熱帶气旋警告，并在24小時後升至三級。 留尼汪氣象中心曾經预计贝吉塔的中心会直接穿过该岛；不過氣旋最终以15公里的距離通過苏亚克近海。先前的預測路近與气旋迪娜相近。當地學校从1月16日上午开始停课，1月17全島停工，西沃萨古尔·拉姆古兰爵士国际机场关闭，导致毛里求斯航空公司取消和調整許多國內及國際航線。毛里求斯国家银行从1月16日晚間起停用自動櫃員機。毛里求斯司法机构暫停1月17日及18日进行的2,512项审判。当地政府在全岛开设了 172个避難所；在1月17日至18日，共有4,043人在其中79个避難所避難。首都路易港的避難需求最大，必须设立额外的避難中心。在这些中心，避難者得到水、熱食、小吃和床垫的援助。 
在毛里求斯因贝吉塔而發生了兩起死亡事件：一名妇女在1月17日死于车祸，一名男子于1月17日從梯子摔落頭部受挫，經搶救後仍在23日過世。大雨从1月17日開始下，下到隔日上午才較為緩和; 最大雨量測得229.6毫米。測站測得最高風速為每小時83公里 ，岛上许多地方都发生了洪災，本月初受到氣旋艾娃带来的降雨导致較高的地下水位，加上被隨意亂丟的垃圾阻塞排水通道，造成洪災變得更嚴重。消防局接到近200通求救電話，共有106人因不斷上升的洪水而受困。被吹倒的树木損壞的電力設施，导致6,800户的家庭停電。至少有22處的道路因樹倒或洪水而中斷。在塔马兰的河岸體育會館，因附近的河川潰堤而受到破壞。1月18日上午，路易港附近的淨水廠被泥沙塞住，造成附近停水。岛上的农业受到严重影响，有百分之75至80的农作物被毁坏。因此导致岛上的蔬菜短缺，价格上涨了百分之20至25。
毛里求斯岛的熱帶气旋警告在1月18日解除。 毛里求斯总理普拉温德·贾格纳特在1月18日视察受災地區，当時他差點被倒塌的樹壓死。西沃萨古尔·拉姆古兰爵士国际机场于1月18日晚間重新开放。特种部队的士兵和救難隊被派往清理道路上的障礙物。當地電力公司的技术人员被派往搶修電力，在1月19日搶修了375戶家庭的供電。當地教育部對學校進行修繕；在1月22日大部分的學校恢復正常。为解决蔬菜短缺问题，臨時从南非、印度、埃及进口胡萝卜、青豆、花椰菜、卷心菜等，並以成本价出售。为了进一步降低成本，与沙特阿拉伯航空达成了协议，航空公司承諾在2月開始每週免費運送蔬菜三次。貝吉塔的接近使當地海岸線出現大量垃圾，清潔隊清理了957公噸的垃圾。
风暴过后，超过13,000名居民向政府登记每天175元模里西斯盧比的食宿救濟金。 在1月20日共發了250萬模里西斯盧比。 然而，每個受災人獲得的救濟金不同，在1月19日引發災民激烈的抗議。农民獲得了價值3,500模里西斯盧比的種子救濟，卻被認為仍然不夠。 政府總共提撥1,400萬摩尼西斯盧比供農業救濟。 因為預計的災後復原的成本太高，政府無法單獨支應，總理辦公室呼籲公營和私營機構捐助災後重建的資金。某地方房地产公司、毛里求斯房地產公司和中國大陸政府都捐赠了100萬模里西斯盧比的救濟金。 沙特阿拉伯捐赠了2000萬主要用來基础设施修復。 毛里求斯红十字会提議一项计划，以援助受贝吉塔影响的600户家庭，但政府婉拒了他们的提議，僅使用总理辦公室募集的救济金和外国救濟金救濟災民。 閣室新加坡于2月22日舉辦了一场公益活动，捐給受贝吉塔影响的家庭家用电器。 尽管避難所的大多數災民在自家房屋整理完就離開了，但一些無法修復的家庭仍持續在避難所。儘管政府已承諾給於無家可歸的居民提供房屋救濟，但在7月17日無家可歸的居民被趕出避難所時，仍未提供，在經過災民的絕食抗議後，房屋在10月完工。 
毛里求斯前氣象局長将贝吉塔對毛里求斯的影響視為全球暖化的警惕， 并估计贝吉塔造成毛里求斯的国内生产总值下降百分之1.5至2，大约60至80億模里西斯盧比。当地经济学家估计，1月17日至18日的經濟活動停止导致损失了20億模里西斯盧比。其中纺织业就損失了2億模里西斯盧比。然而，因為貝吉塔的移動速度較預期快，對毛里求斯的影響沒有原先預期的严重。 

## 在留尼汪的影响

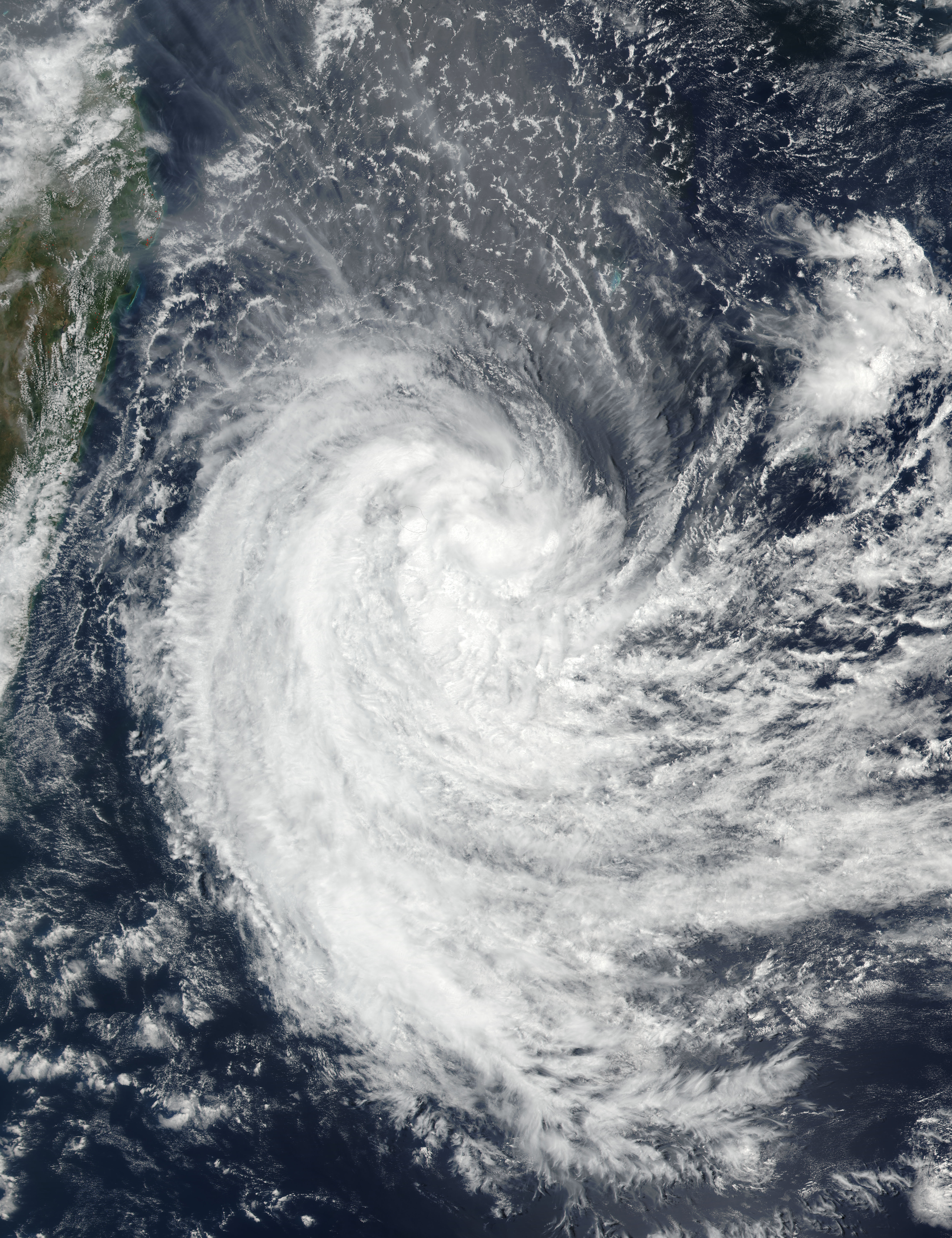
1月18日位於留尼汪岛东南方的贝吉塔

留尼汪岛在1月15日被列入熱帶氣旋警告的範圍，此時貝吉塔位於該島的東北東方835公里。當地搶買潮在1月14日就已經開始，當時留尼汪氣象中心預測貝吉塔會通過留尼汪。超市货架上的水和罐頭食品很快被清空，超市外排了很長的隊伍，这让一些沒買到貨的留尼汪人感到挫折。當地政府於1月16日起关闭了公營游泳池、博物馆、公园和旅游景点。法國電力公司准备好其人员和设备，以应对可能对电网造成的损害。因應氣旋影響，南方航空，法国航空、科西嘉國際航空、法國特大航空、毛里求斯航空和法國蜜蜂航空航等多家航空公司的航班从1月16日起调整。在1月17日，熱帶氣旋警告的警戒等級升為橙色，全岛皆能开设避难所。留尼汪大学在1月17日下午至22日上午關閉。留尼汪罗兰·加洛斯机场在1月17日下午至19日上午關閉。聖瑪麗和聖吉爾港的漁船暫停出海。由于貝吉塔在接近前失去了強烈熱帶氣旋強度，故紅色熱帶氣旋警告就沒有發出，不過風雨仍然強烈，對留尼汪的破壞不小。
留尼汪岛在1月18日大部分的時間都受強風和暴雨影響，贝吉塔中心在該島的東南東方55公里的海上通過。當日上午測站最高測得每小時144公里的陣風。貝吉塔的環流在1月11日就開始影響留尼汪島，在1月17日晚間开始，全岛開始出現强風暴雨。在聖約瑟夫的測站，24小時累計雨量最高測得848毫米，48小時累計雨量最高測得981毫米，从1月11日至18日的八天總降雨量1,862毫米。这些都打破了先前分別由气旋康妮、霍兰达和亞森特保持的降雨记录，在留尼汪島的西南部和南部強降雨都很普遍。由于氣旋艾娃在1月2日至8日降下的大雨，使土壤的水分達到飽和狀態，加上吉貝塔的強降雨，使全島發生嚴重的洪災，其中南部最嚴重。強風吹倒的树木和洪水發生的山体滑坡造成交通中斷，桥梁被洪水冲毁；在勒波特、勒唐蓬和聖呂的政府機構在惡劣的天氣下發出交通禁令。高速公路受到严重破坏。 因為河道潰堤，導致圣皮埃尔的一個鎮完全被淹没，迫使该镇数百位居民撤离。聖呂的墓地和其附近的房屋被洪水淹沒。在大範圍的洪水中，宪兵、警察、消防员和士兵在风暴影響期间共进行了190次搜救，共救出了86人。不過有一個人因被洪水冲走而失踪。倒塌的树木破壞了電力設施，導致有10萬戶停電。 在圣约瑟夫和圣菲利普都全境停水。在其他地方供水的受影響程度比較小；在留尼汪岛的西海岸，贝吉塔產生的巨浪導致了严重的海岸侵蝕，在圣吉尔的海灘有大量的海胆被沖走，贝吉塔產生的洪水将垃圾冲入聖魯灣，导致大量的珊瑚死亡。
貝吉塔的暴雨導致了山體滑坡和土壤含水量飽和。农作物遭到破坏，有一些農田因為受到嚴重的破壞而無法耕種。在聖若塞的一个养鸡场風暴前有14,000只鸡，但在風暴之後僅有300只存活下來，损失了80,000欧元。在勒唐蓬的一位农民损失了價值45,000欧元的農作物。 另外有290 ha（720 acre）的蔬菜作物被破壞。全岛約有90公里的林道被山體滑坡摧毀。大约有200个蜂巢被冲走，另外有200头牛罹難。留尼汪的农业损失至少1,670萬欧元。全岛的经济损失估计为4,100万欧元，其中200萬歐元在圣菲利普。
随着贝吉塔逐漸離開留尼汪，留尼汪氣象中心在1月19日解除當地的橙色熱帶氣旋警告，开始對氣旋造成的破壞進行修復。法國電力公司动员了五支修繕隊伍、一百多名技术人员和四架直升机来评估電力設施的損壞情況。直升机将四百箱瓶装水空运到圣路易斯，以解决缺水问题。留尼汪島議會宣布将提撥2000萬欧元用于災後重建工作，并额外拨款500萬欧元的預算用在年度预算中的道路基础设施。受貝吉塔影响的企业收到了500至1500欧元的補償。一些受災較嚴重的社區，2月21日開始，居民允許向其保险公司提出索赔，以降低损失成本。法國海外部总部设在法国本土，2月6日起允許留尼汪居民使用海外救濟金。
在受贝吉塔影響之后，由于落石和山体滑坡的不斷發生，西勞斯的連外道路被中斷了數週。因此，该镇的经济活动停滞，多达1,500个工作岗位受到威脅。之後臨時建設了跨越圣艾蒂安河的道路，估计成本超過1億欧元。为了救濟受影响的企业，当地政府在2月初拨款200萬欧元的援助预算。並承諾提供額外的30萬欧元的紧急救济金，但救濟金發放較為緩慢造成2月12日有許多企業抗議。600,000萬欧元在3月下旬發给受影响的公司。 
在3月初，氣旋杜马齐勒破坏了留尼汪岛在贝吉塔之后的復原。部分新种植的农作物再度被摧毀，部分土地再度淹水，导致蔬菜再次短缺。 由于杜马齐勒近距離通过，西勞斯的聯外道路的修复被暫停，这讓西勞斯的居民不滿。在4月受氣旋法基尔對留尼汪島影響時，恢复工作再受影響。在贝吉塔和法基尔的期间接遇到的类似況況，降雨的影響比強風的影響大很多，因此留尼汪氣象中心重新設計熱帶氣旋警告。使降雨强度可以触发熱帶氣旋警告，并添加了“紫色熱帶氣旋警告”以反映極度危險的情況。